# 弒兄奇案
《弒兄奇案》（英語：Born Innocent）是一部由錢文錡執導，文雋、黃志雄監製。張家輝、關詠荷、吳妙儀、黃子華主演的電影，本片在1994年拍攝成錄影帶，並在同年在影碟店發售，本片大部分劇情和1994年年頭的電影替天行道之殺兄相似，唯一不同部分是兩兄弟也是收養的。

## 故事簡介
晚夜深時份，梁志迪（張家輝）把他睡夢的梁志初（陳志輝）殺死，帶着無比怨憤與仇恨。警察江志強（伍國健）帶隊到場，把梁志迪抓走，當一名記者問他為什麼要殺死梁志初，梁志迪只說了一句：“他是該死的。”之后，養大梁志迪的父親（鄧祥）為了不想梁志迪被抓進監獄，所以找了大律師高展鵬（李中寧）來幫梁志迪打官司，但是，高展鵬這次面對的敵人是他的舊同學（黃子華），他為本案控方律師，他同時在近年在每一場官司裏也打贏了，這令高展鵬有點害怕，經高展鵬的訪問下，梁志迪說出他哥哥對自己所做出的惡行...

## 角色
| 演员   | 角色   | 簡介                                                                                           |
| 張家輝 | 梁志迪 | 案件兇手 梁志初之養弟，被其欺負 梁伯之養子 性格膽小 念小美之男友 被江志強拘捕 最后被判無罪釋放 |
| 關詠荷 | 念小美 | 梁志迪之女友                                                                                   |
| 吳妙儀 | 蘇小姐 | 師爺 高展鵬之助手                                                                              |
| 黃子華 | 律師   | 本案控方律師 高展鵬之舊同學兼天敵 在近年在每一場官司裏也打贏                                   |
| 李中寧 | 高展鵬 | 大律師 本案辯護律師 蘇小姐之上司 控方律師舊同學兼天敵 代表梁志迪替其脫罪                       |
| 陳志輝 | 梁志初 | 案件死者 梁志迪之養兄，並欺負其 梁伯之養子，被其討厭 性格好色，喜歡召妓 在開頭被梁志迪殺死     |
| 姚芷昀 | 梁母   | 梁志迪、梁志初之養母，並討厭梁志初 梁伯之妻                                                    |
| 鄧祥   | 梁伯   | 梁志迪、梁志初之養父，並討厭梁志初                                                             |
| 伍國健 | 江志強 | 警察 開頭拘捕梁志迪                                                                            |

## 備註
1. 1 2  本片是自己首次和對方合作，之后兩人在2003年結婚。

## 外部連結
- 香港影庫上《弒兄奇案》的資料（繁體中文）
- 豆瓣电影上《弒兄奇案》的資料 （简体中文）